# Herr Hobbs tar semester
Mr. Hobbs tar semester (originaltitel: Mr. Hobbs Takes a Vacation) är en amerikansk komedi från 1962 med James Stewart och Maureen O'Hara. Filmen regisserades av Henry Koster.

## Handling
Mr. Hobbs (James Stewart) är en utbränd banktjänsteman som vill åka på en lugn semester till ett litet hus vid havet med sin fru (Maureen O'Hara) och barn. Men hans fru har bjudit dit släkten, huset faller nästan sönder, grannarna stör och barnen får aldrig slut på problem.

## Rollista (i urval)
- James Stewart
- Maureen O'Hara
- Fabian
- John Saxon
- Marie Wilson
- Reginald Gardiner
- Lauri Peters
- Valerie Varda